# Île de Reichenau
L’île de Reichenau est une île allemande située sur l’Untersee, partie inférieure du lac de Constance. Elle est réputée notamment pour l’abbaye qui s’y trouve.
Aujourd'hui, la municipalité de Reichenau fait partie du district de Fribourg-en-Brisgau et l’Arrondissement de Constance, dans le Land du Bade-Wurtemberg.
Depuis l'année 2000, l'île, avec son abbaye, est inscrite au Patrimoine mondial de l'Humanité de l'Unesco.

## Géographie
L'île, d’une longueur de 4,5 km pour une largeur de 1,6 km, totalise une superficie de 4,3 km2. Elle est donc la plus grande du lac de Constance. Son point le plus élevé, le Hochwart se trouve à 438 m d'altitude, 43 m au-dessus du niveau du lac.
Depuis 1838, Reichenau est reliée à la rive orientale du lac par une digue équipée d’une route.

## Géologie
L'île est constituée de moraine déposée à la fin de la dernière glaciation (Würm).

## Histoire

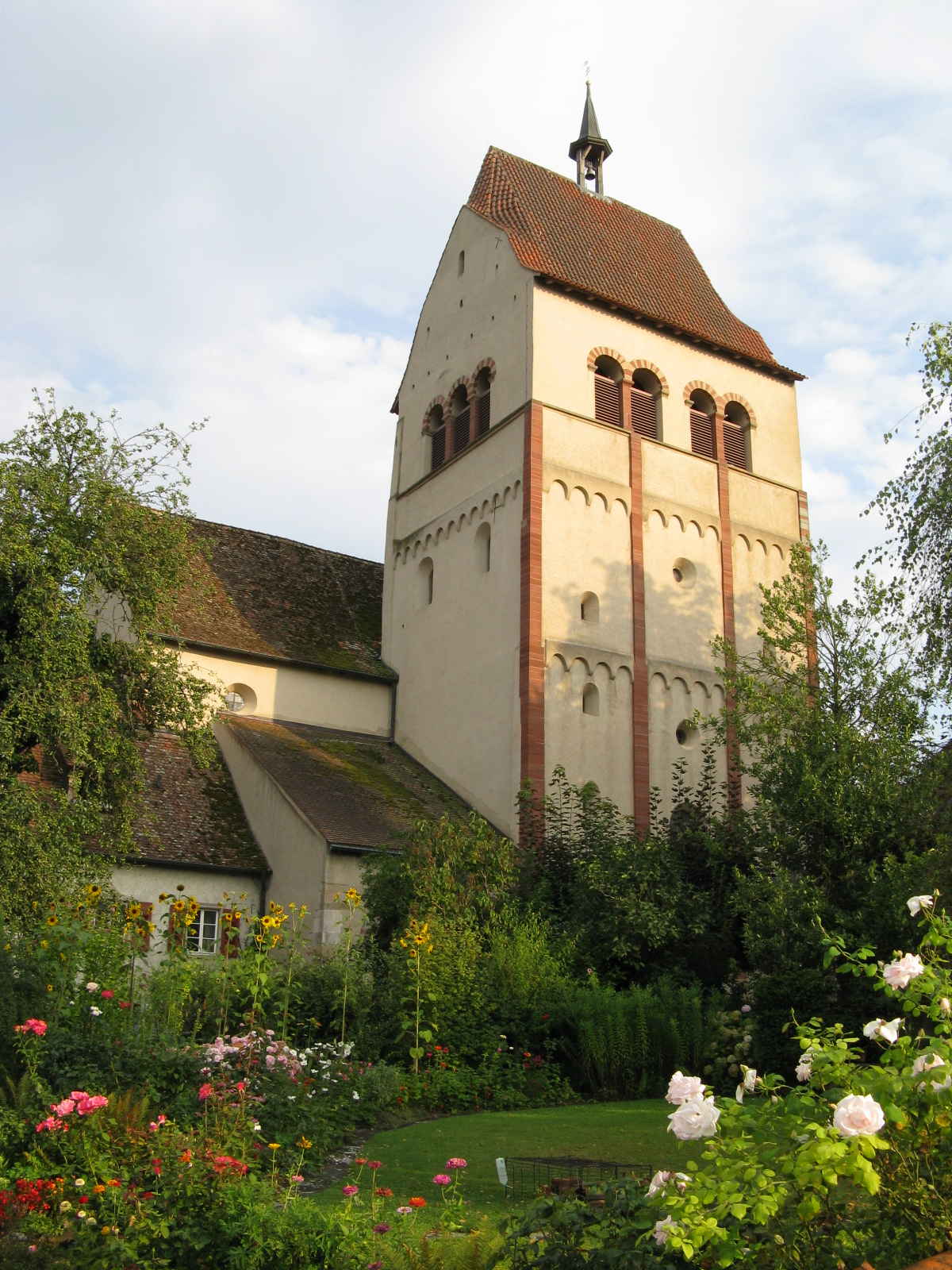
Clocher de l'abbaye de Mittelzell.

En 724, Saint Pirmin fonda sur l'île la première abbaye bénédictine allemande, l'abbaye de Reichenau. Elle fut à l'origine d'un rayonnement artistique et scientifique pendant des siècles. Les trois églises, témoignages de l'architecture monastique du IXe au XIe siècle, constituent la principale curiosité et l'une des raisons du classement du site au patrimoine mondial de l'humanité. L'église Saints-Pierre-et-Paul de Niederzell a été reconstruite au XIe siècle.

## Démographie
La population de l’île est évaluée à 3 203 habitants (en 2008), soit une densité de 744,9 habitants/km². Celle-ci est répartie sur trois villages : 
- Oberzell : 511 habitants
- Mittelzell : 2 454 habitants
- Niederzell : 238 habitants

## Économie
Grâce à l'inertie thermique du lac de Constance, au foehn des Alpes et au grand nombre de jours ensoleillés, le climat de Reichenau est particulièrement doux, permettant les cultures maraîchères et fruitières. Un peu de vin est également produit aux Reichenauer Hochwart.

## Galerie

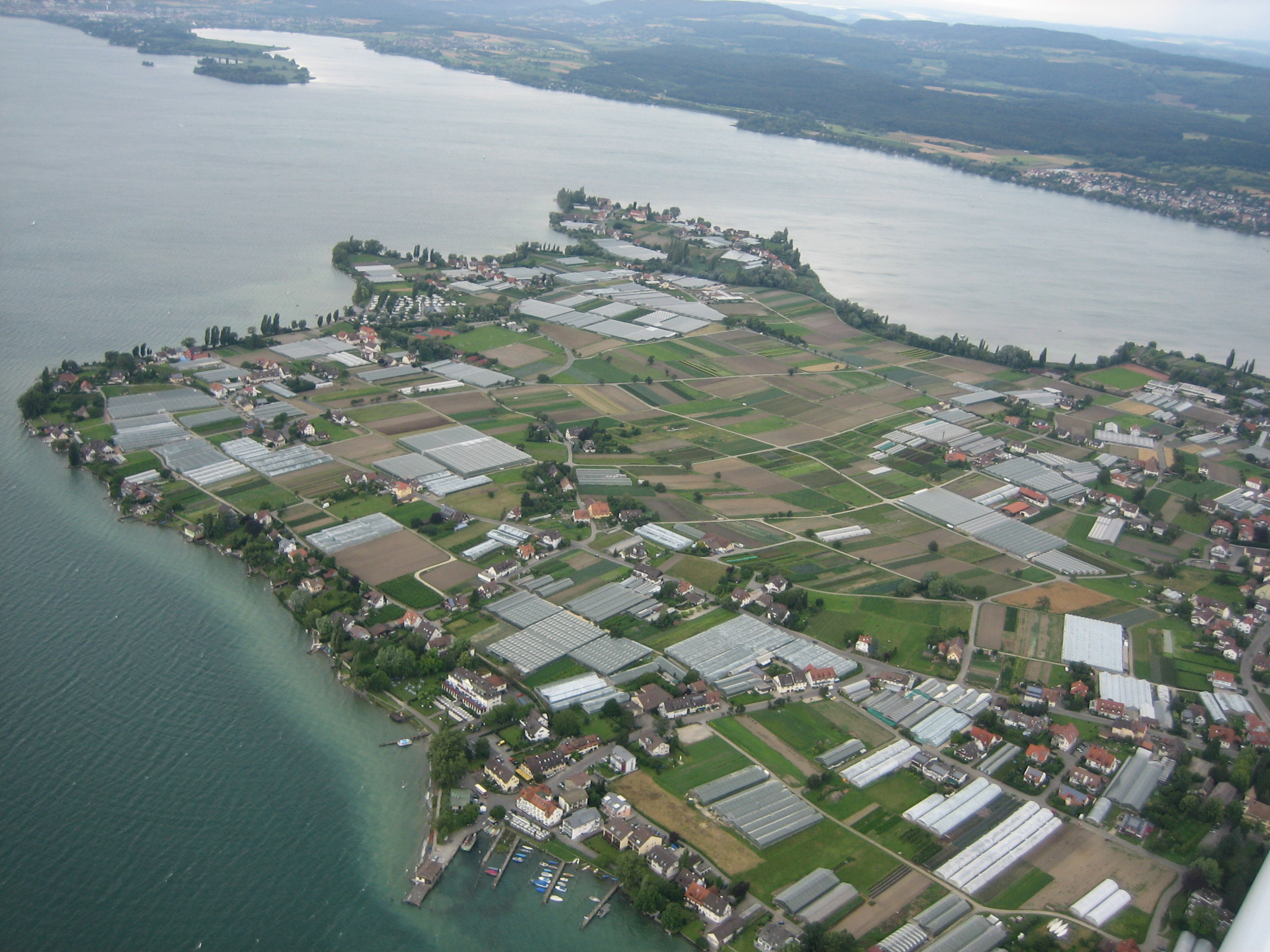
Reichenau vue vers l’ouest
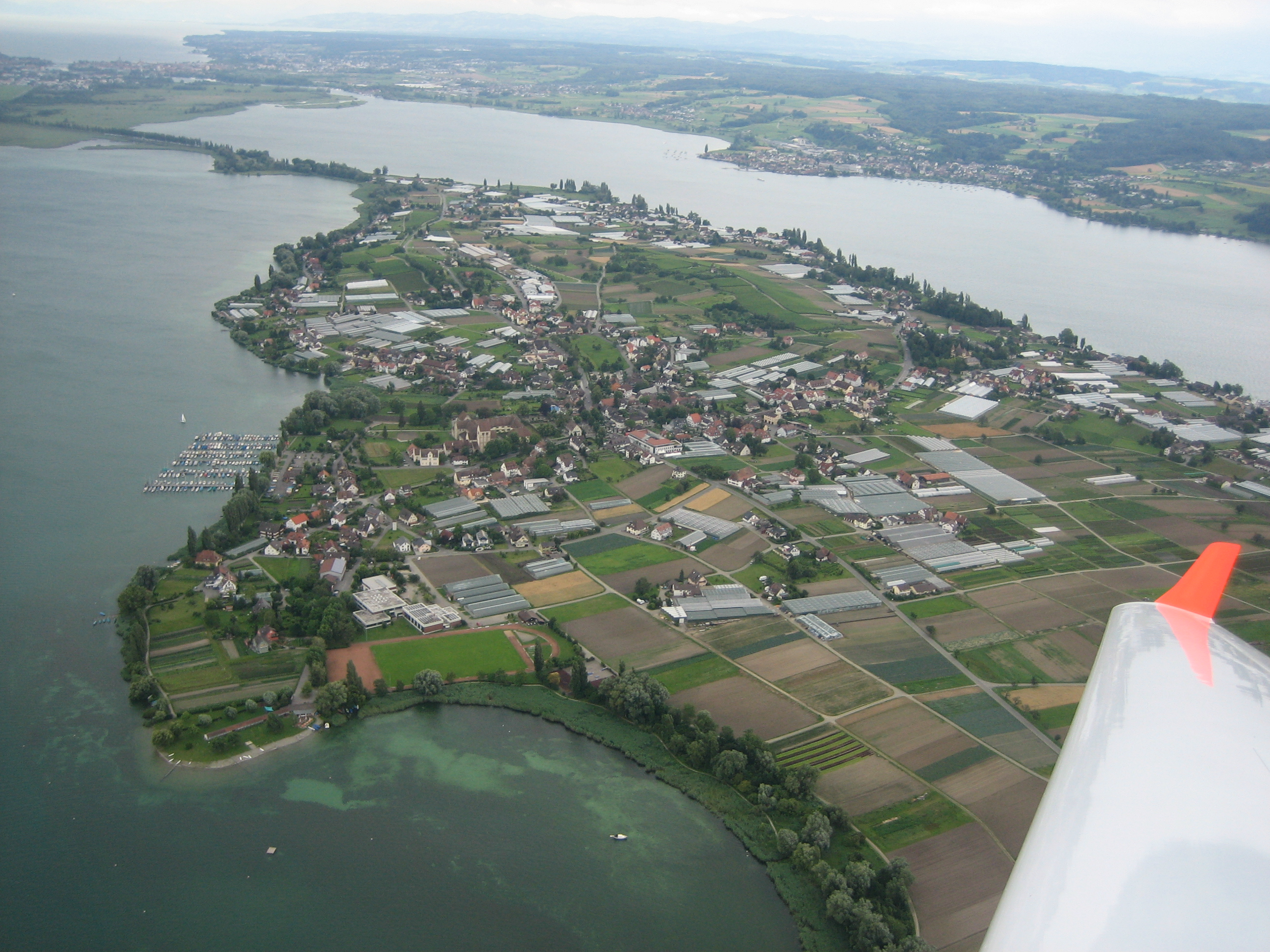
Reichenau vue vers l’est
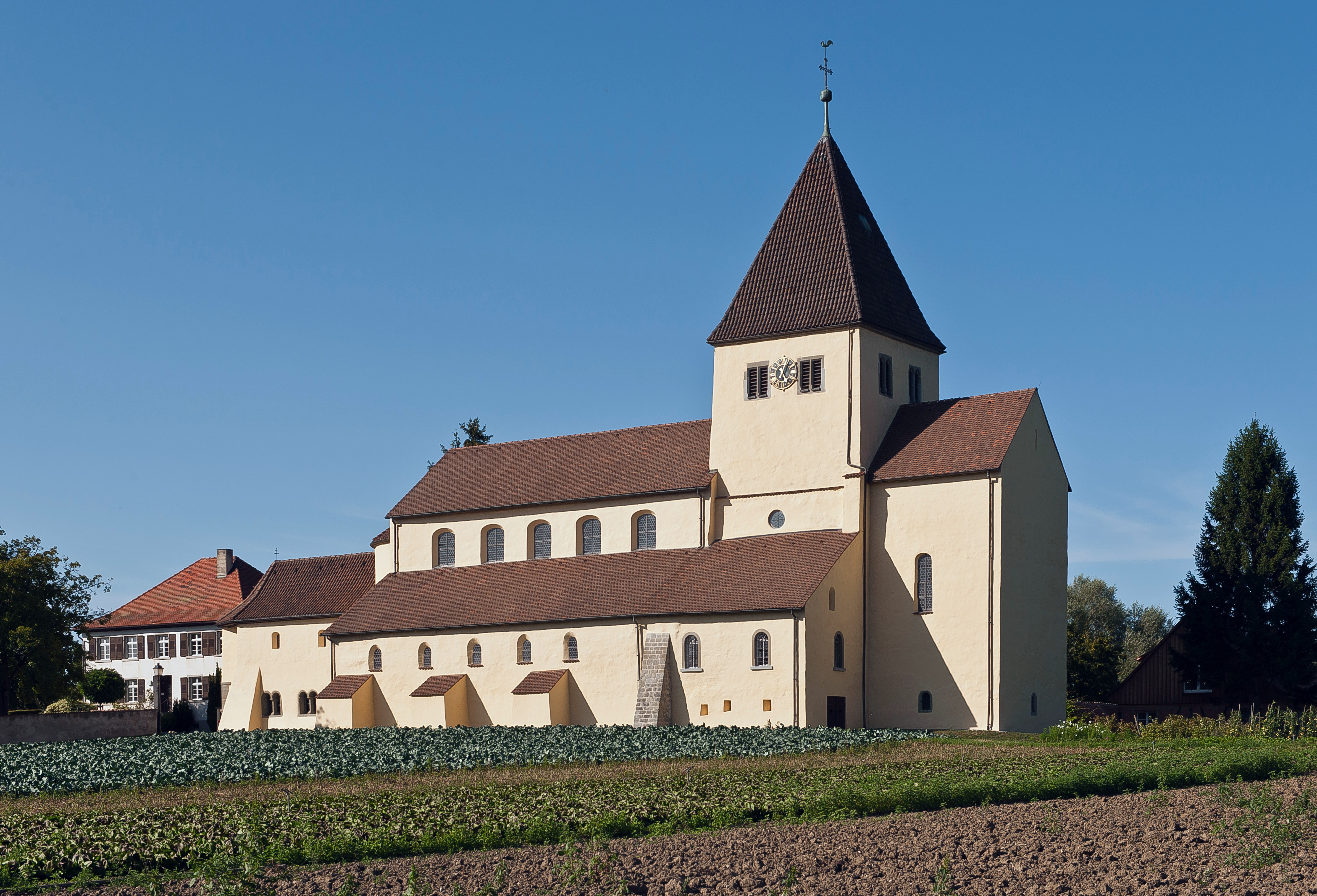
Église Saint-Georges d'Oberzell